# Fußballjahr 1980
1979 | Fußballjahr 1980 | 1981 | 1982 | 1983 | 1984 | ►

Weitere Sportereignisse

## International

### Nationalmannschaften
- Die Fußball-Europameisterschaft 1980 fand vom 11. bis 22. Juni in Italien statt. Europameister wurde die Mannschaft der Bundesrepublik Deutschland.

Finale:  BR Deutschland –  Belgien 2:1
- Fußball-Afrikameisterschaft 1980 in Nigeria: Finale  Nigeria –  Algerien 3:0

### Olympische Spiele
- Olympischer Fußball-Wettbewerb der Spiele der XXII. Olympiade in Moskau 1980:

  Tschechoslowakei
  DDR
  Sowjetunion

### Vereine
- Europapokal der Landesmeister 1979/80:  Nottingham Forest, Finale 1:0 gegen Hamburger SV
- Europapokal der Pokalsieger 1979/80:  FC Valencia, Finale 0:0 n. V. 5:4 i.E gegen FC Arsenal
- UEFA-Pokal 1979/80:  Eintracht Frankfurt, Finalspiele 2:3 und 1:0 gegen Borussia Mönchengladbach

- Copa Libertadores 1980:  Nacional Montevideo, Finalspiele 0:0 und 1:0 gegen SC Internacional

### Fußballer des Jahres
- Ballon d’Or 1980:  Karl-Heinz Rummenigge
- Südamerikas Fußballer des Jahres:  Diego Maradona
- Afrikas Fußballer des Jahres:  Jean Manga-Onguéné

## National

### Belgien
- Belgische Meisterschaft: Meister FC Brügge

### Brasilien
- Brasilianische Meisterschaft: Meister Flamengo Rio de Janeiro

### England
- Englische Meisterschaft: Meister FC Liverpool
- FA Cup 1979/80: Sieger West Ham United

### Jugoslawien
- Jugoslawische Meisterschaft: Meister Roter Stern Belgrad

### Liechtenstein
- Liechtensteiner Cup 1979/80: Cupsieger FC Vaduz

### Niederlande
- Niederländische Meisterschaft: Meister Ajax Amsterdam

### Österreich
- Österreichische Fußballmeisterschaft 1979/80: Meister FK Austria Wien
- Österreichischer Fußball-Cup 1979/80: Sieger FK Austria Wien

### Schottland
- Schottische Meisterschaft: Meister FC Aberdeen

### Schweiz
- Schweizer Fussballmeisterschaft 1979/80: Meister FC Basel

### Uruguay
- Uruguayische Fußballmeisterschaft: Meister Nacional Montevideo